# Hedysarum formosum
Hedysarum formosum là một loài thực vật có hoa trong họ Đậu. Loài này được Basiner miêu tả khoa học đầu tiên.